# Röhr (Fluss)
Die Röhr ist ein fast 29 Kilometer langer, linker Nebenfluss der Ruhr im Sauerland, der im nordrhein-westfälischen Hochsauerlandkreis verläuft.

## Name
Das Gewässer wird im Jahr 1264 („ouer der Roiren“) erstmals urkundlich genannt. Bei dem Namen handelt es sich um eine j-Ableitung des Flussnamens Ruhr im Sinne von „zur Ruhr gehörig“.

## Geographie

### Verlauf
Die  Röhr entspringt am südlichen Ortsrand vom Weiler Röhrenspring, einem Ortsteil von Sundern, auf einer Höhe von 597 m ü. NHN. Von hier fließt sie vorrangig in nördliche Richtung durch das schon erwähnte Röhrenspring, Endorf, Recklinghausen, Sundern, Hachen sowie Müschede und mündet bei Hüsten auf 161 m ü. NHN linksseitig in die Ruhr.
Auf dem 28,9 km langen Weg der Röhr ist ein Höhenunterschied von 436 m zu verzeichnen, was einem mittleren Sohlgefälle von 15,1 ‰ entspricht. Wichtigster Nebenfluss ist die Sorpe mit der Sorpetalsperre. Bei der Endorfer Mühle kann Wasser der Röhr über ein Stollensystem (Settmecke-Stollen 7,2 km) in die Sorpetalsperre abgeschlagen werden.

### Einzugsgebiet
Das 203,43 km² große Einzugsgebiet der Röhr wird über Ruhr und Rhein  in die Nordsee entwässert.
Das Einzugsgebiet hat folgende Nutzungsstruktur:
- 6,3 % – Siedlungs- und Verkehrsflächen
- 0,3 % – industrielle und gewerbliche Flächen
- 1,6 % – Wasserflächen
- 59,4 % – Waldflächen
- 32,4 % – landwirtschaftliche Flächen[7]

### Nebenflüsse
Wichtigster Nebenfluss der Röhr ist die 18,6 km lange Sorpe. Mit einem Einzugsgebiet von 57,203 km² hat sie einem Anteil von 28 % an dem der Röhr. Weiterer nennenswerter Nebenfluss ist die 14,3 km lange Linnepe mit einem 40,842 km² großen Einzugsgebiet.
Im Folgenden werden die Nebenflüsse der Röhr in der Reihenfolge von der Quelle zur Mündung genannt. Angegeben wird jeweils die orografische Lage, die Mündungsposition mit Angabe des Stationierungskilometers, die Länge, die Größe des Einzugsgebietes, die Mündungshöhe und die Gewässerkennzahl (Anmerkung: Für die bessere Sortierbarkeit wurde ein Leerzeichen eingefügt).
| Name                | Lage   | Stat. in km | Länge in km | EZG in km² | Mündungshöhe in m ü. NHN | GKZ        |
| ------------------- | ------ | ----------- | ----------- | ---------- | ------------------------ | ---------- |
| Rackenbach          | rechts | 22,2        | 2,9         | 2,393      | 342                      | 27618 12   |
| Waldbach            | links  | 20,0        | 8,1         | 15,238     | 301                      | 27618 2    |
| Bönkhausener Bach   | links  | 18,2        | 5,8         | 7,132      | 274                      | 27618 32   |
| Settmecke           | links  | 15,5        | 9,9         | 18,994     | 247                      | 27618 4    |
| Linnepe             | rechts | 15,6        | 14,3        | 40,842     | 245                      | 27618 6    |
| Schwemke            | rechts | 13,8        | 1,4         |            | 242                      | 27618 712  |
| Locksiepen          | links  | 13,4        | 1,5         |            | 234                      | 27618 714  |
| Flamecke            | rechts | 12,4        | 4,1         | 4,149      | 232                      | 27618 72   |
| Hessenberger Siepen | rechts | 11,3        | 2,9         | 3,756      | 222                      | 27618 74   |
| Selmecke            | links  | 10,9        | 3,3         | 2,054      | 219                      | 27618 76   |
| Enkhauser Bach      | links  | 8,9         | 4,2         | 5,134      | 216                      | 27618 92   |
| Sorpe               | links  | 9,4         | 18,6        | 57,203     | 209                      | 27618 8    |
| Generöpke           | rechts | 8,4         | 1,9         |            | 203                      | 27618 932  |
| Molle               | rechts | 8,2         | 1,7         |            | 202                      | 27618 9332 |
| Asbecker Bach       | links  | 8,1         | 2,7         |            | 201                      | 27618 934  |
| Lamke               | rechts | 7,4         | 1,8         |            | 199                      | 27618 936  |
| Tönnessiepen        | rechts | 6,4         | 1,7         |            | 192                      | 27618 938  |
| Wennigloher Bach    | rechts | 5,2         | 2,2         | 2,623      | 187                      | 27618 94   |
| Habbeler Bach       | links  | 1,9         | 3,9         | 3,668      | 169                      | 27618 96   |

## Natur und Umwelt

### Zustand der Röhr
Für den Bewirtschaftungsplan für die Wasserrahmenrichtlinie der EU wurde auch die Röhr im Auftrag des Ministeriums für Umwelt, Landwirtschaft und Verbraucherschutz des Landes Nordrhein-Westfalen (MUNLV) untersucht. Dabei wurden die verschiedenen Aspekte der Röhr bewertet. Es erfolgte bei der Untersuchung eine Einteilung in zwei Bereiche. Der eine Teilbereich ging von der Quelle bis zur Ortslage Sundern und der andere Teilbereich ab Ortslage Sundern bis zur Mündung in die Ruhr. Die Röhr in ihrer Gesamtheit wurde trotz Verbauungen in den Ortslagen als natürlich eingestuft.  Die allgemeine Degradation wurde bis Sundern als mäßig und ab Sundern als gut bewertet. Die Saprobie am ganzen Fluss als gut eingestuft. Bei Makrozoobenthos (am Gewässerboden lebenden Kleinlebewesen) bis Sundern als mäßig und ab Ortslage Sundern als gut. Die Fischfauna der Röhr wurde nicht untersucht. Bei den Wanderfischen bzw. der Durchgängigkeit für Wanderfische erfolgte eine Einstufung als schlecht, wobei nur der Bereich ab Sundern bewertet wurde. Bei Makrophyten (mit bloßem Auge sichtbare Wasserpflanzen, die unter und an der Wasseroberfläche leben, darunter Armleuchteralgen, Moose und Farne sowie Samenpflanzen wie Laichkräuter) bis Sundern als sehr gut und ab Sundern als schlecht. Bei Phytobenthos (am Gewässerboden lebende Pflanzen, hauptsächlich Algen) als mäßig ab Sundern, oberhalb von Sundern erfolgte keine Einstufung. Hinsichtlich der Belastung der Röhr mit Nitrat, Metallen und anderen möglicherweise das Gewässer belastenden Stoffen wurde sie als vermutlich gut, gut bis sehr gut eingestuft. Nur bei nicht prioritären Metallen erfolgte ab Sundern die Einstufung als schlecht. Wegen der Verbauungen in den Ortslagen wurde der ökologische Zustand und das Potenzial zur Verbesserung bis Sundern nur als mäßig eingestuft und ab Sundern sogar als schlecht. Der chemische Zustand der Röhr wurde am gesamten Flusslauf als gut bewertet. Im Bereich der Mündung in die Ruhr bei Hüsten wurde der Röhr am 13. März 2014 ein neues Flussbett geschaffen, insbesondere wurde der Verlauf mit einer Schleife renaturiert.

### Schutzgebiete
Der Flusslauf liegt meist in Landschaftsschutzgebieten, wobei der Lauf in Siedlungsbereichen meist ohne Schutzausweisung blieb. So liegt die Quelle im Landschaftsschutzgebiet Talwiesen um Röhrenspring. Große Teile des Unterlaufs der Röhr im Stadtgebiet Arnsberg sind als Naturschutzgebiet und auch als FFH-Gebiet ausgewiesen worden. Bei der Überarbeitung des Landschaftsplans Sundern, werden auch Teile des Flusslaufs im Stadtgebiet Sundern unter Schutz gestellt.

### Tiere
An der Röhr wurden bisher Eisvogel, Wasseramsel, Gebirgsstelze, Stockente und Reiherente als Brutvögel nachgewiesen. Als Nahrungsgäste treten Graureiher, Schwarzstorch und selten auch Kormoran auf. An der Röhr kommt die Bisamratte und, in der Ortslage Sundern, die Wanderratte vor.

## Bedeutung als Verkehrsweg
Das Tal der Röhr wird fast auf der gesamten Länge von Straßen erschlossen. Im Oberlauf wird die Röhr von der Kreisstraße K 24 begleitet, bis diese in die Landesstraße L 519 übergeht. Entlang des Flusses wird über Sundern Hachen erreicht, wo sie wiederum in die Bundesstraße 229 mündet. Letztere begleitet die Röhr bis zur Mündung in Hüsten.
Ab Sundern wird das Tal flussabwärts zusätzlich von der Röhrtalbahn genutzt.